# Lamar Odom
Lamar Joseph Odom (Nova Iorque, 6 de novembro de 1979) é um ex-jogador profissional de basquete. A sua versatilidade permite-lhe atuar em praticamente todas as posições, sendo considerado por muitos um Ala-Armador. Foi campeão pelo Los Angeles Lakers nos campeonatos de 2009 e 2010 e foi nomeado o sexto homem do ano em 2011.
Em 1997, Odom foi o primeiro colocado no Ranking das High School dos Estados Unidos, e conseguiu uma boa reputação entre os olheiros por seu excelente controle de bola e habilidade no passe, fato raro para um jogador de 2m08.  Odom é também um dos poucos jogadores que podem jogar nas 5 posições da NBA. Pode conduzir a bola por toda a quadra, como um armador principal, arremessar de longa distância, como um armador arremessador, jogar do perímetro e arremessar da linha dos três pontos, como um ala e atuar dentro do garrafão, lutar por rebotes e dar enterradas, como um pivô. Analistas o consideram o "Quase Triplo Duplo", pois frequentemente ele deixar de conseguir a marca de dígitos duplos em três fundamentos (pontos, rebotes, assistências, por exemplo), por apenas uma assistência ou rebote.

## Carreira antes da NBA

### High school
Como sophomore Odom jogou pela Christ The King High em Nova Iorque. Como sênior, Odom atuou pela Redemption Christian Academy, também em Nova Iorque. Quando a temporada de basquete terminou na Redemption Christian, Odom se transferiu mais uma vez, para St. Thomas Aquinas Prep, em Connecticut. Odom foi nomeado o Jogador do Ano pela Parade Magazine, em 1997. Também foi nomeado pelo USA Today, membro do primeiro time de jogadores americanos, como sênior.

### Universidade
Em 1997, Odom frequentava a UNLV, aonde cursava as aulas no verão. Após um escândalo acadêmico, uma comissão da NCAA descobriu que Odom recebia pagamentos de US$ 5.600,00 do agente David Chapman. O técnico Bill Bayno foi demitido e a UNLV foi afastada das competições por quatro anos. Odom se transferiu para Rhode Island, mas não pode atuar na temporada 1997-98.
Odom jogou uma temporada pela Universidade de Rhode Island, na Conferência Atlantic 10, onde conseguiu médias de 17.6 pontos por jogou e liderou os Rams ao título da conferência em 1999. Sua cesta de três pontos contra a Universidade de Temple, no último segundo de jogo, deu aos Rams o seu primeiro título no torneio A-10.

## Odom na NBA

### Los Angeles Clippers
Odom se candidatou ao Draft de 1999 da NBA após sua participação pela Universidade de Rhode Island, em 1999. O Ala de 2m08 foi selecionado pelo Los Angeles Clippers com a quarta escolha geral. Em sua temporada como novato, Odom teve médias de 16.6 pontos, 7.8 rebotes, e 4.2 assistências por partida e foi membro do time de novatos de 2000.
Odom foi envolvido em uma confusão em Novembro de 2001, quando foi suspenso por violar as regras anti-drogas da NBA pela segunda vez em oito meses. O mais provável é que Odom tenha sido suspenso pelo uso de maconha.

### Miami Heat
Odom teve uma temporada notável com o Miami Heat, na qual eles conseguiram a classificação para os Playoffs após uma temporada decepcionante ao lado do novato Dwyane Wade. Os números conseguidos por Odom foram bastante sólidos, se comparados com a sua temporada com o Los Angeles Clippers, no ano anterior. Ao final da temporada, Odom foi parte de uma troca com o Los Angeles Lakers, que envolveu também Caron Butler e Brian Grant. Os três jogadores foram para o time da Califórnia, em troca do pivô Shaquille O'Neal.

### Los Angeles Lakers
Em sua primeira temporada com o Los Angeles Lakers, Odom e a super-estrela Kobe Bryant não conseguiram o entrosamento esperado pelos analistas. O Lakers acabou não se classificando para os playoffs, apenas pela quarta vez na história da franquia.
Desapontados pela não classificação para os playoffs, o Los Angeles Lakers contratou novamente o técnico Phil Jackson, na esperança que ele pudesse transformar Odom em um jogador parecido com Scottie Pippen - um tipo de jogador que pode executar bem o triângulo ofensivo atuando como um ala-armador, o que significa que um ala pode conduzir bem a bola e trazê-la bem para o ataque, como Scottie Pippen costumava fazer. Na primeira metade da temporada 2005-06, Odom mostrou um basquete bastante irregular. No entanto, com o Los Angeles progredindo rumo aos playoffs, Odom jogou muito bem, conseguindo dois triplo-duplos consecutivos - pela primeira vez como jogador do Lakers - contra o Golden State Warriors e o Portland Trail Blazers.

### New York Knicks
No dia 16 de abril de 2013, Odom assinou um contrato de dois anos com o New York Knicks para a temporada 2014-15. No dia 13 de julho de 2014 ele foi dispensado. 

### Seleção Nacional
Odom participou das Olimpíadas de 2004 na, Grécia pela seleção dos Estados Unidos, e conseguiu médias de 5.8 pontos por partida. A equipe terminou a competição em terceiro lugar e ficou com a medalha de bronze.
Odom foi convocado para jogar o Campeonato Mundial da FIBA em 2006 e 2007, mas não participou do torneio devido à morte de seu filho.

### Estatísticas
|  | Quando foi campeão |

#### Temporada regular
| Ano       | Equipe        | PJ  | PT  | MPP  | %TC  | %3P  | %TL  | RPP  | APP | ROB | TPP | PPP  |
| --------- | ------------- | --- | --- | ---- | ---- | ---- | ---- | ---- | --- | --- | --- | ---- |
| 1999-2000 | L.A. Clippers | 76  | 70  | 36.4 | .438 | .360 | .719 | 7.8  | 4.2 | 1.2 | 1.2 | 16.6 |
| 2000-01   | L.A. Clippers | 76  | 74  | 37.3 | .460 | .316 | .679 | 7.8  | 5.2 | 1.0 | 1.6 | 17.2 |
| 2001-02   | L.A. Clippers | 29  | 25  | 34.4 | .419 | .190 | .656 | 6.1  | 5.9 | .8  | 1.2 | 13.1 |
| 2002-03   | L.A. Clippers | 49  | 47  | 34.3 | .439 | .326 | .777 | 6.7  | 3.6 | .9  | .8  | 14.6 |
| 2003-04   | Miami         | 80  | 80  | 37.5 | .430 | .298 | .742 | 9.7  | 4.1 | 1.1 | .9  | 17.1 |
| 2004-05   | L.A. Lakers   | 64  | 64  | 36.3 | .473 | .308 | .695 | 10.2 | 3.7 | .7  | 1.0 | 15.2 |
| 2005-06   | L.A. Lakers   | 80  | 80  | 40.3 | .481 | .372 | .690 | 9.2  | 5.5 | .9  | .8  | 14.8 |
| 2006-07   | L.A. Lakers   | 56  | 56  | 39.3 | .468 | .297 | .700 | 9.8  | 4.8 | .9  | .6  | 15.9 |
| 2007-08   | L.A. Lakers   | 77  | 77  | 37.9 | .525 | .274 | .698 | 10.6 | 3.5 | 1.0 | .9  | 14.4 |
| 2008-09   | L.A. Lakers   | 78  | 32  | 29.7 | .492 | .320 | .623 | 8.2  | 2.6 | 1.0 | 1.3 | 11.3 |
| 2009-10   | L.A. Lakers   | 82  | 38  | 31.5 | .463 | .319 | .693 | 9.8  | 3.3 | .9  | .7  | 10.8 |
| 2010-11   | L.A. Lakers   | 82  | 35  | 32.2 | .530 | .382 | .675 | 8.7  | 3.0 | .6  | .7  | 14.4 |
| 2011-12   | Dallas        | 50  | 4   | 20.5 | .352 | .252 | .592 | 4.2  | 1.7 | .4  | .4  | 6.6  |
| 2012-13   | L.A. Clippers | 82  | 2   | 19.7 | .399 | .200 | .476 | 5.9  | 1.7 | .8  | .7  | 4.0  |
| Total     | Total         | 961 | 684 | 33.4 | .463 | .312 | .693 | 8.4  | 3.7 | .9  | .9  | 13.3 |

#### Playoffs
| Ano   | Equipe        | PJ  | PT | MPP  | %TC  | %3P  | %TL  | RPP  | APP | ROB | TPP | PPP  |
| ----- | ------------- | --- | -- | ---- | ---- | ---- | ---- | ---- | --- | --- | --- | ---- |
| 2004  | Miami         | 13  | 13 | 39.4 | .445 | .308 | .681 | 8.3  | 2.8 | 1.2 | .8  | 16.8 |
| 2006  | L.A. Lakers   | 7   | 7  | 44.9 | .495 | .200 | .667 | 11.0 | 4.9 | .4  | 1.1 | 19.1 |
| 2007  | L.A. Lakers   | 5   | 5  | 38.4 | .482 | .273 | .500 | 13.0 | 2.2 | .4  | 1.2 | 19.4 |
| 2008  | L.A. Lakers   | 21  | 21 | 37.4 | .491 | .273 | .661 | 10.0 | 3.0 | .7  | 1.3 | 14.3 |
| 2009  | L.A. Lakers   | 23  | 5  | 32.0 | .524 | .514 | .613 | 9.1  | 1.8 | .7  | 1.4 | 12.3 |
| 2010  | L.A. Lakers   | 23  | 0  | 29.0 | .469 | .244 | .600 | 8.6  | 2.0 | .6  | .9  | 9.7  |
| 2011  | L.A. Lakers   | 10  | 1  | 28.6 | .459 | .200 | .711 | 6.5  | 2.1 | .2  | .4  | 12.1 |
| 2013  | L.A. Clippers | 6   | 1  | 17.8 | .367 | .357 | .500 | 3.8  | 1.8 | .8  | .8  | 5.0  |
| Total | Total         | 108 | 53 | 33.3 | .479 | .303 | .643 | 8.8  | 2.4 | .7  | 1.0 | 13.0 |

## Vida pessoal[2]
Odom tem três filhos, Destiny(nascida em 1998), Lamar Jr. (nascido em 2002) e Jayden(2005-2006). Em 29 de Junho de 2006, Jayden, filho de Lamar, faleceu com apenas 6 meses e meio de vida. A causa da morte foi um sufocamento, que ocorreu enquanto Jayden dormia em seu berço. A morte de seu filho aconteceu na mesma data em que a avó de Lamar havia falecido. Lamar tem uma tatuagem de Jayden no lado esquerdo do peito.
Em Setembro de 2009, foi noticiado que Odom estava se relacionando com uma participante de um famoso reality-show, Khloé Kardashian. Lamar e Khloé se casaram no dia 27 de Setembro de 2009.
Em agosto de 2013, foi noticiado que Lamar estava tendo problema no casamento com Khloé, porque está usando drogas. Na matéria, foi dito que no ano passado o vício piorou e Lamar foi para uma clinica de reabilitação em San Diego.Após 3 semanas, ele saiu da clinica, e conseguiu ficar sem usar drogas e jogar a temporada da NBA com o Clippers, mas quando a temporada acabou ele voltou a usar drogas.
A família de Khloé, fez uma intervenção, mas não teve sucesso e Lamar saiu de casa.
Lamar foi detido na madrugada do dia 29 de agosto de 2013, por dirigir em estado de embriaguez. Ele foi solto, após pagar uma fiança de US$ 15 mil.
No mês de dezembro de 2013, a mulher de Lamar, Khloé pediu o divórcio.
No dia 14 de outubro de 2015, Lamar foi encontrado inconsciente no bordel Love Ranch, em Pahrump, e levado para um hospital local com suspeita de overdose, ele foi internado com suspeita de overdose, após tomar um remédio parecido com viagra 
Hoje, já recuperado, continua com a sua companhia de produção de música e filmes. Mantém uma relação muito próxima dos filhos. E tem partilhado a sua história e os seus erros para provar que existe sempre uma segunda vida.